# Guille Rosas
Guillermo Rosas Alonso, detto Guille (Gijón, 17 maggio 2000), è un calciatore spagnolo, difensore dello Sporting Gijón.

## Carriera
Cresciuto nel settore giovanile dello Sporting Gijón, il 6 luglio 2018 firma il primo contratto professionistico con la società asturiana, di durata triennale; il 15 dicembre 2019 segna le prime reti in carriera, marcando una doppietta nell'incontro di Segunda División B vinto per 6-0 contro il Peña Deportiva
Il 1º febbraio 2021, dopo essere stato inserito nella rosa della prima squadra, prolunga con i biancorossi fino al 2025.

## Statistiche

### Presenze e reti nei club
Statistiche aggiornate al 17 novembre 2022.
| Stagione              | Squadra               | Campionato            | Campionato | Campionato | Coppe nazionali | Coppe nazionali | Coppe nazionali | Coppe continentali | Coppe continentali | Coppe continentali | Altre coppe | Altre coppe | Altre coppe | Totale | Totale |
| Stagione              | Squadra               | Comp                  | Pres       | Reti       | Comp            | Pres            | Reti            | Comp               | Pres               | Reti               | Comp        | Pres        | Reti        | Pres   | Reti   |
| --------------------- | --------------------- | --------------------- | ---------- | ---------- | --------------- | --------------- | --------------- | ------------------ | ------------------ | ------------------ | ----------- | ----------- | ----------- | ------ | ------ |
| 2019-2020             | Sporting Gijón B      | SDB                   | 13         | 2          | -               | -               | -               | -                  | -                  | -                  | -           | -           | -           | 13     | 2      |
| 2020-2021             | Sporting Gijón        | SD                    | 22         | 0          | CR              | 0               | 0               | -                  | -                  | -                  | -           | -           | -           | 22     | 0      |
| 2021-2022             | Sporting Gijón        | SD                    | 19         | 0          | CR              | 1               | 0               | -                  | -                  | -                  | -           | -           | -           | 20     | 0      |
| 2022-2023             | Sporting Gijón        | SD                    | 13         | 0          | CR              | 1               | 0               | -                  | -                  | -                  | -           | -           | -           | 14     | 0      |
| Totale Sporting Gijón | Totale Sporting Gijón | Totale Sporting Gijón | 54         | 0          |                 | 2               | 0               |                    | -                  | -                  |             | -           | -           | 56     | 0      |
| Totale carriera       | Totale carriera       | Totale carriera       | 67         | 2          |                 | 2               | 0               |                    | -                  | -                  |             | -           | -           | 69     | 2      |

### Cronologia presenze e reti in nazionale
| Cronologia completa delle presenze e delle reti in nazionale ― Spagna under 21 | Cronologia completa delle presenze e delle reti in nazionale ― Spagna under 21 | Cronologia completa delle presenze e delle reti in nazionale ― Spagna under 21 | Cronologia completa delle presenze e delle reti in nazionale ― Spagna under 21 | Cronologia completa delle presenze e delle reti in nazionale ― Spagna under 21 | Cronologia completa delle presenze e delle reti in nazionale ― Spagna under 21 | Cronologia completa delle presenze e delle reti in nazionale ― Spagna under 21 | Cronologia completa delle presenze e delle reti in nazionale ― Spagna under 21 |
| Data                                                                           | Città                                                                          | In casa                                                                        | Risultato                                                                      | Ospiti                                                                         | Competizione                                                                   | Reti                                                                           | Note                                                                           |
| ------------------------------------------------------------------------------ | ------------------------------------------------------------------------------ | ------------------------------------------------------------------------------ | ------------------------------------------------------------------------------ | ------------------------------------------------------------------------------ | ------------------------------------------------------------------------------ | ------------------------------------------------------------------------------ | ------------------------------------------------------------------------------ |
| 3-9-2021                                                                       | Almendralejo                                                                   | Spagna under 21                                                                | 4 – 1                                                                          | Russia under 21                                                                | Qual. Europeo Under-21 2023                                                    | -                                                                              | 80’                                                                            |
| 7-6-2022                                                                       | Melilla                                                                        | Spagna under 21                                                                | 7 – 1                                                                          | Malta under 21                                                                 | Qual. Europeo Under-21 2023                                                    | -                                                                              |                                                                                |
| Totale                                                                         |                                                                                | Presenze                                                                       | 2                                                                              |                                                                                | Reti                                                                           | 0                                                                              |                                                                                |